# Namib-Skelettküste-Nationalpark
Der Namib-Skelettküste-Nationalpark (englisch Namib-Skeleton Coast National Park) ist das größte Schutzgebiet in Namibia und das achtgrößte der Erde. Er ist Teil des grenzüberschreitenden Parks Iona-Skelettküste.
Durch eine vorläufige Proklamation 2009 ging der Nationalpark aus den einzelnen Nationalparks Skelettküste, Namib-Naukluft-Nationalpark, Sperrgebiet und Dorob-Nationalpark, dem Fischfluss-Canyon sowie dem Meeresschutzgebiet Meob-Chamais hervor.
Langfristig soll dieser Nationalpark zusammen mit dem geplanten Kunene-Volkspark und Etosha-Nationalpark einen der größten Nationalparks der Erde bilden.

## Lage und Ausdehnung
Der Nationalpark erstreckt sich entlang der gesamten 1.570 km langen Küste Namibias vom Oranje im Süden bis zum Kunene im Norden. Der Nationalpark erreicht eine Breite von 25 km an der engsten Stelle der Skelettküste bis zu 180 km im zentralen Naukluftbergen. Er erreicht eine Fläche von 10,754 Millionen Hektar und schließt sich an zahlreiche formelle und informelle private Schutzgebiete und Konzessionsgebiete an.
Im Norden grenzt der Park an den Nationalpark Iona in Angola, im Süden an den Richtersveld-Nationalpark in Südafrika. Namib-Skelettküste wird grenzüberschreitend mit den Nationalparks in Angola und weiterhin als ǀAi-ǀAis Richtersveld Transfrontier Conservation Area mit Südafrika verwaltet.

## Verwaltungsgebiete
Der Nationalpark ist aufgrund seiner riesigen Fläche intern im Umweltministerium in Verwaltungsgebiete („Management Areas“) gegliedert:
- Skelettküste
- Dorob (ehemalige Nationales Erholungsgebiet Westküste)
- Namib-Naukluft
- Meob-Chamais
- Sperrgebiet

Weiterhin bestehen:
- ǀAi-ǀAis Richtersveld Transfrontier Conservation Area

### Skelettküste-Nationalpark

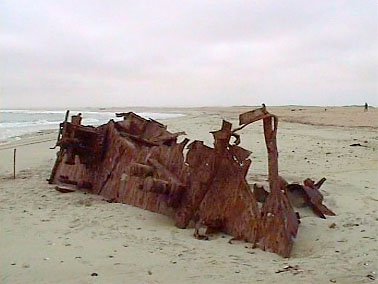
Schiffswrack an der Skelettküste

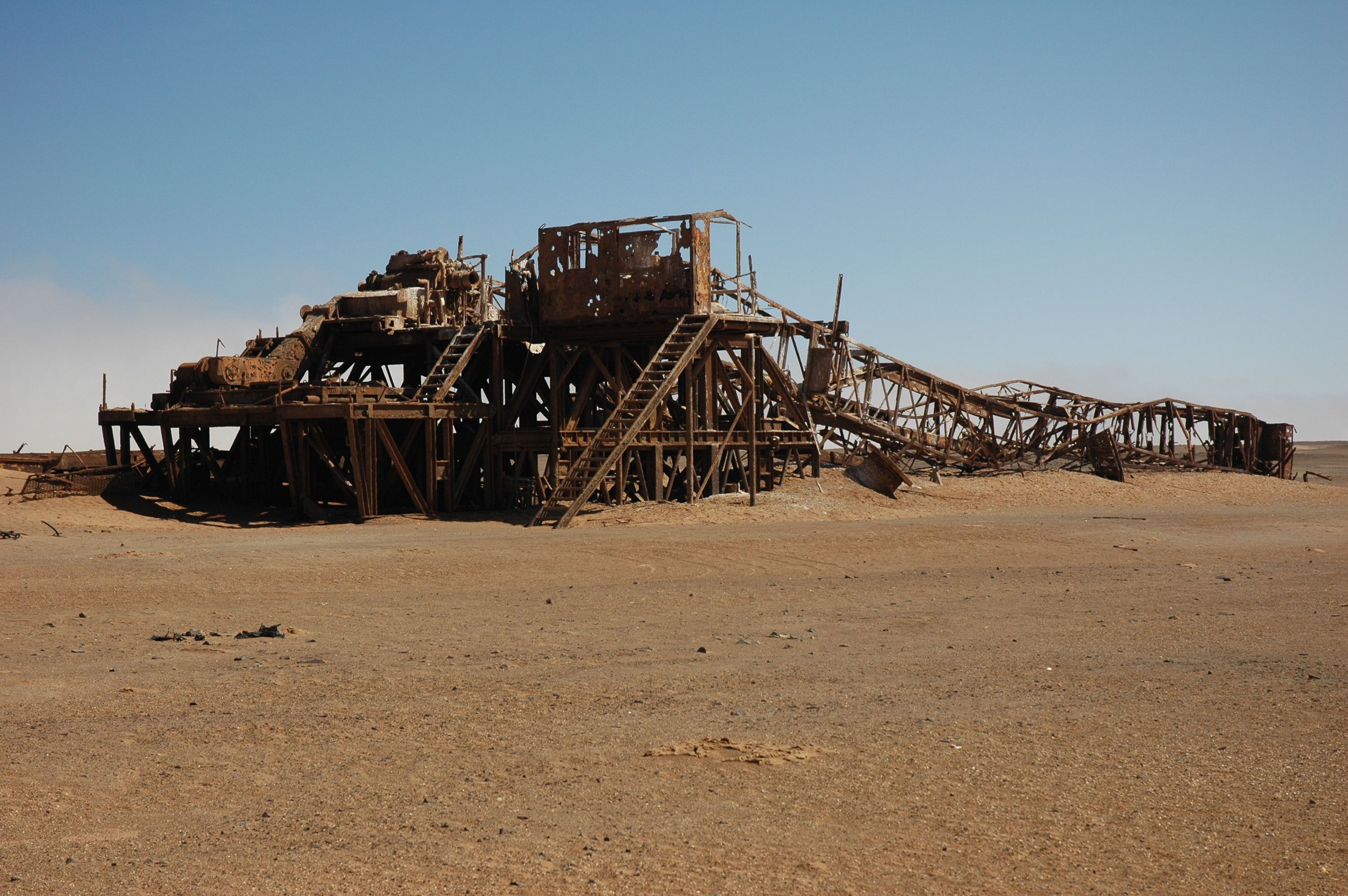
Umgestürzter Erdöl-Bohrturm aus den 1960er Jahren, aufgegeben in den 1970ern. Damals gab es den Nationalpark noch nicht.

Als Skelettküste wird der nördliche, von Swakopmund bis zum Kunene, welcher die Grenze zu Angola bildet, reichende Teil der lebensfeindlichen Namib-Wüste in Namibia bezeichnet. Ursprünglich wurde Gebiet nördlich des Ugab, das etwa 16.845 km² umfasst, 1971 als Skelettküste-Nationalpark (englisch Skeleton Coast National Park) unter Schutz gestellt, heute bildet es einen Teil des größeren Namib-Skelettküste-Nationalparks.
Geologisch gehört ein Großteil der Skelettküste mit einem Alter von bis zu 1,5 Milliarden Jahren zu den ältesten Gesteinsformationen der Erde. Nebel, heftige Brandung und eine unberechenbare Strömung – der Benguelastrom – machen die Küste von jeher gefährlich für die Seefahrt, aber auch für die früher hier in großer Zahl vorbeiziehenden Wale. Etliche Wracks am Strand und zahlreiche Knochen gestrandeter Wale legen davon Zeugnis ab. Schiffbrüchige, die hier anlandeten, hatten in der Wüste keine Überlebenschance – daher der Name.
Die Skelettküste ist im südlichen Teil bis Torra Bay ein für die Allgemeinheit zugängliches Naherholungsgebiet und wegen seines großen Fischreichtums vor allem bei Anglern beliebt. Deren Ansturm hat mehrere Anglercamps entstehen lassen. Eines dieser Camps hat sich inzwischen zu einer regelrechten Stadt entwickelt: Henties Bay.
Das nördliche, 500 km vom Ugab Rivier bis zum Kunene reichende Naturschutzgebiet an der Skelettküste war als Skelettküste-Nationalpark bekannt. Im Osten grenzt das 16.845 km² große Verwaltungsgebiet an das Kaokoveld. Das Gebiet besteht aus zwei Zonen, die südliche ist frei zugänglich und die nördliche darf nur in einem kleinen Gebiet unter Führung entsprechend konzessionierter Reiseunternehmen, die hier wenige Übernachtungscamps unterhalten, besucht werden.
Der Eingang zum Park befindet sich wenige Kilometer nördlich von Meile 108 vor dem Ugab, einem der größten Riviere der Namib, der hier einen wilden und beeindruckenden Cañon in die Marmor, Dolomit und Schieferschichten gegraben hat. Der Park besteht hier aus einer grauen Kiesfläche, erst 100 km nördlich des Parkeingangs bei Torra Bay beginnen Dünenfelder.
Nördlich des Huab Riviers liegt am Strand eine ehemalige Ölbohrstation und dient Kapkormoranen als Brutplatz. Wenige Kilometer nördlich von Torra Bay liegt das Wrack der Atlantic Pride und in einem Cañon aus buntem Sandstein gibt es einen Wasserfall mitten in der Wüste.
Im nördlichen Teil des Küstenparks ist ein besonderes Naturphänomen nahe dem Hoarusib Rivier zu beobachten bzw. zu hören: die Röhrenden Dünen von Terracebucht. Der Dünensand ist hier so beschaffen, dass er bei einer bestimmten Windstärke und -richtung ähnlich einem Schneebrett den Dünenhang hinabgleitet und dabei ein vom Dünenkörper resoniertes Reibungsgeräusch erzeugt, das einem anfliegenden Flugzeuggeschwader gleicht und über viele Kilometer zu hören ist.

#### Tierwelt

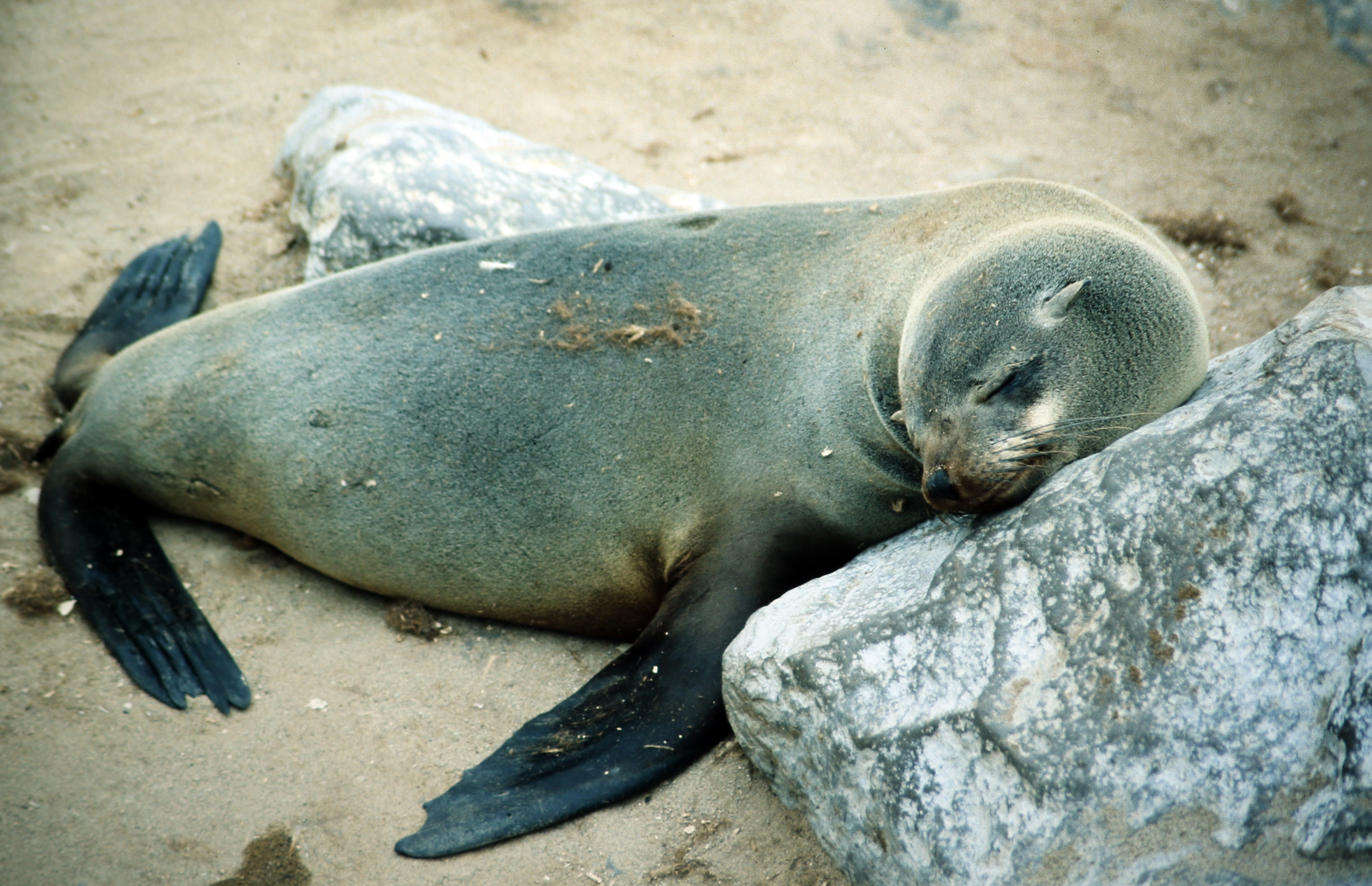
Südafrikanischer Seebär am Kreuzkap

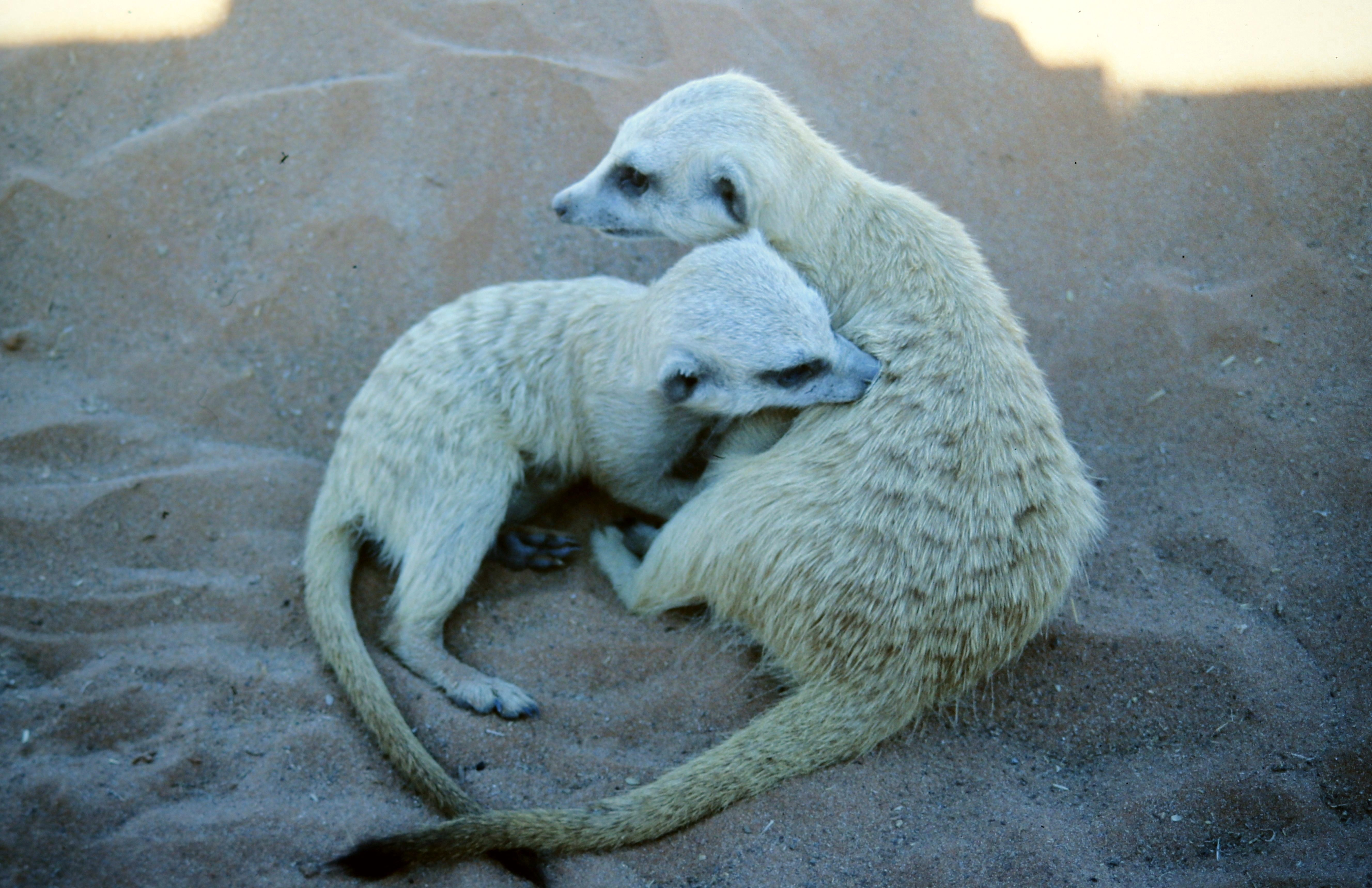
Erdmännchen in der Wüste

Der große Fischreichtum hat auch Südafrikanische Seebären angelockt. Sie leben in riesigen, bis zu 300.000 Tieren zählenden Kolonien an der gesamten Atlantikküste Namibias, z. B. bei Kap Frio oder am Kreuzkap.
Trotz ihrer Lebensfeindlichkeit gibt es an der Skelettküste ein recht reiches Tierleben – zum Teil nahrungsmäßig gestützt auf die großen Robben-Kolonien, ebenso Schabrackenschakale, Schabrackenhyänen und noch einige wenige Wüstenlöwen – aber auch, unabhängig davon, Elefanten, Giraffen und Nashörner, Spießböcke, Kudus und Zebras. Besonderheiten der Namib sind außerdem die endemische Sandschildechse und der Nebeltrinker-Käfer. Die Flora besteht u. a. aus Flechten, dem Bleistiftbusch Arthraerua leubnitziae, Naras und lebenden Steinen.
Ein besonderes Phänomen der Skelettküste sind die ehemals sagenhaften Wüstenelefanten. „Sagenhaft“ vor allem deshalb, weil Einheimische zwar immer wieder über deren Sichtung berichteten, nach den Erkenntnissen der Wissenschaft aber Elefanten unter den hier herrschenden Bedingungen – Wasser- und Futtermangel – angeblich nicht hätten existieren können. Es ist nicht zuletzt dem bekannten Tierfilmer-Ehepaar Des und Jen Bartlett zu verdanken, dass inzwischen der Gegenbeweis angetreten werden konnte. In nahezu 10-jähriger Arbeit im Skeleton Coast Park haben die Bartletts die Wüstenelefanten aufgespürt, zu Fuß und per Trike verfolgt, gefilmt und deren besondere, an die Wüstenverhältnisse angepasste Lebensweise dokumentiert. Umstritten ist allerdings nach wie vor, ob es sich bei diesen Elefanten um eine eigenständige Unterart des Afrikanischen Elefanten handelt.

### Dorob-Nationalpark
Das Zentrale Gebiet (englisch Dorob-Nationalpark) ist ein Gebiet zwischen Walvis Bay und Swakopmund an der Küste Namibias.
Ursprünglich als Walvis Bay Nature Reserve von der südafrikanischen Verwaltung gegründet, verlor der Park mit Übergang von Walvis Bay an Namibia 1994 seinen Status. Seitdem war die Proklamation als Walvis Bay National Park geplant, jedoch wurde der Name 2008 in Dorob-Nationalpark geändert.
Die Dorob-Nationalpark schließt die Gebiete Sandwich Harbour und das Nationale Erholungsgebiet Westküste ein.

### Namib-Naukluft-Park

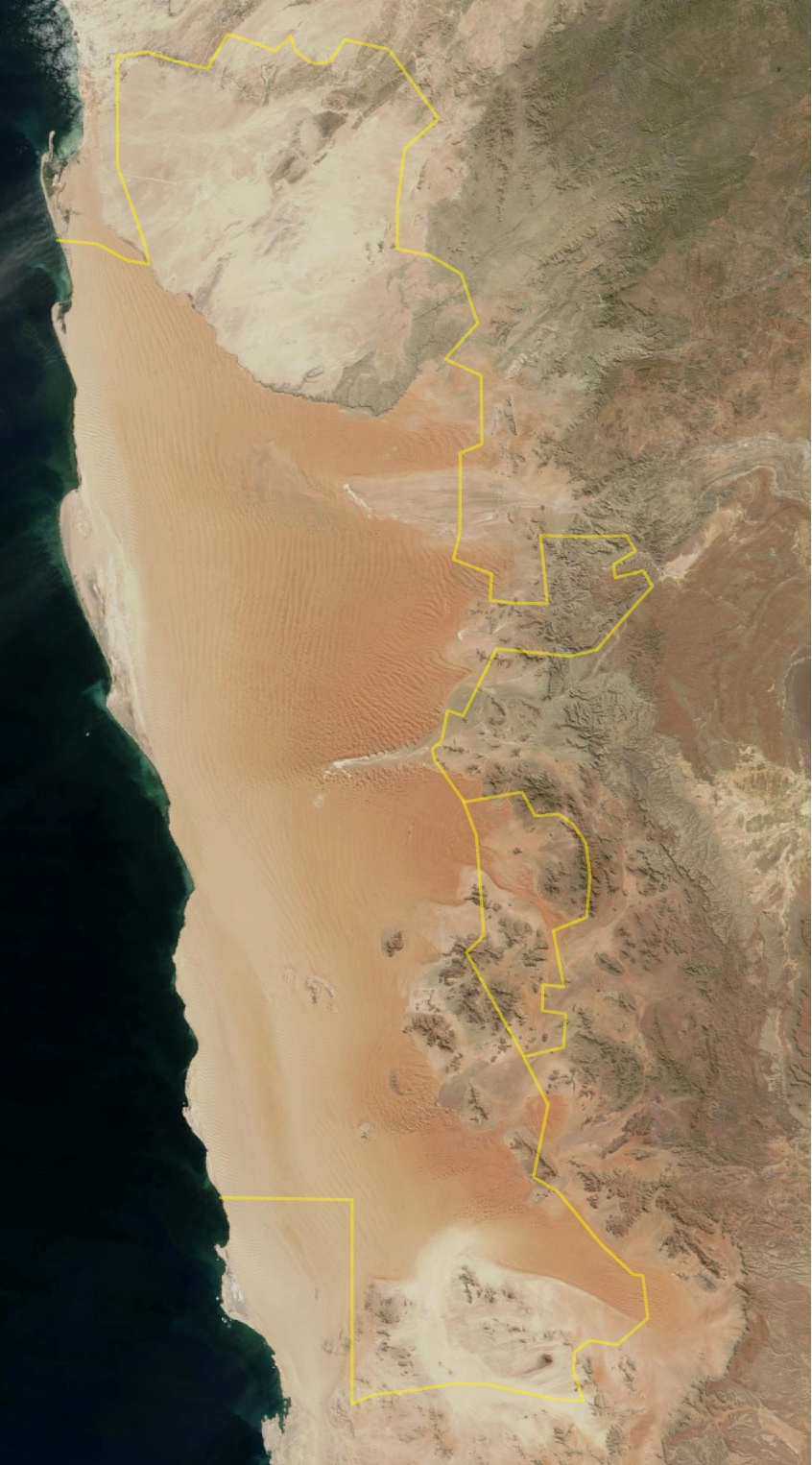
Grenzverlauf des Namib-Naukluft-Park und des Namib-Rand-Nature-Reserve

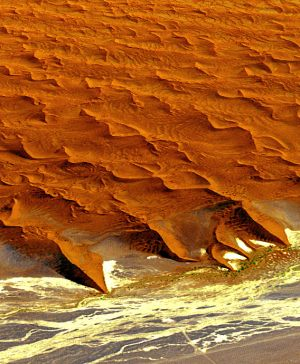
Dünen in der Namib

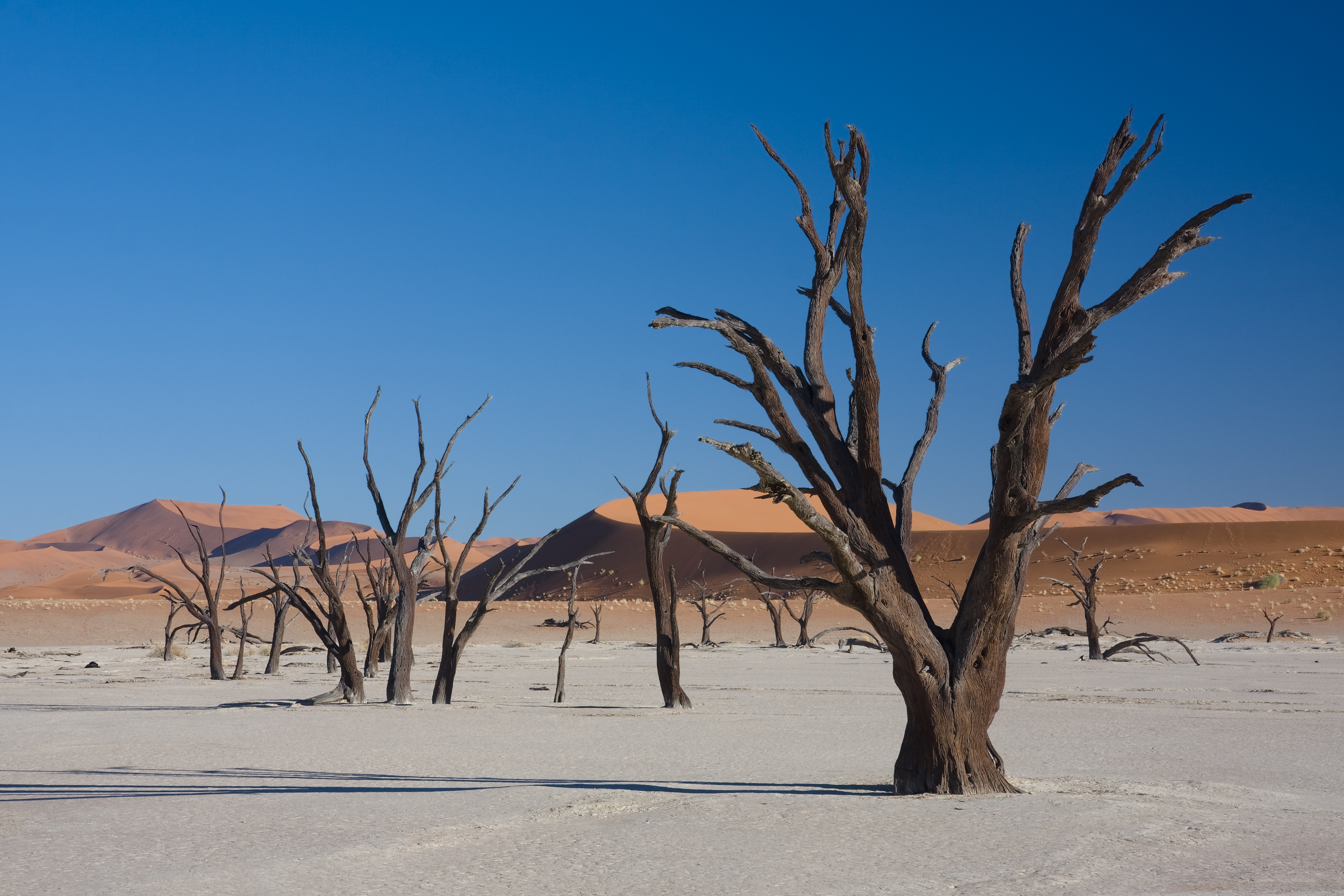
Abgestorbene Akazien

Das Verwaltungsgebiet Namib-Naukluft wird vom Ministerium für Umwelt und Tourismus verwaltet. Ursprünglich als Nationalpark wurde das Gebiet am 1. August 1979 proklamiert. Es hat eine Fläche von 49.768 km² und war das größte Schutzgebiet Namibias.
Es ist eine ökologische Schutzregion in der ältesten Wüste der Welt, der Namib-Wüste in Namibia. Er grenzt unmittelbar an die nördlich gelegene Skelettküste mit dem Nationalen Erholungsgebiet Westküste und reicht im Süden bis an das Diamantensperrgebiet heran. Der Park umfasst auch die Naukluftberge mit bis zu 1965 m ü. NN hohen Bergen. Östlich des Parks schließt sich der 2000 km² große, private, Schutzpark Namib Rand Nature Reserve an.
Als Nationalpark war es das größte Schutzgebiet Afrikas. Es beherbergt eine ganze Reihe von Tieren, die sich an diese extrem trockene Wüste angepasst haben. Darunter finden sich Schlangen, Geckos, ungewöhnliche Insekten, Hyänen, Oryxantilopen, Springböcke, Strauße und Schakale.
Trotz des Schutzstatus ist der nördliche Bereich, etwa ab der Regionalgrenze Hardap und Erongo, zur Exploration freigegeben.

#### Geschichte
Entstanden ist der Park durch die Zusammenlegung verschiedener Schutzgebiete. Zum Schutz der Hartmann-Bergzebras wurde 1968 auf dem Gelände der Naukluft-Farm der Naukluft-Zebra-Park gegründet. 1970 wurde ein Korridor nach Westen errichtet. Am 1. August 1979 wurde zusammen mit Teilen des Diamantensperrgebiets Nr. 2 der Namib-Desert-Park mit einer Fläche von 23.340 km² gegründet. Seine heutige Ausdehnung von 49.768 km² erreichte der Park durch die Erweiterung auf das gesamte Diamantensperrgebiet Nr. 2 und Teile von Diamantensperrgebiet Nr. 1. Er gibt Überlegungen, den Park nach Süden bis zur südafrikanischen Grenze zu erweitern, wenn die Diamantenvorkommen ausgebeutet sind.
Das Gebiet gliederte sich als Nationalpark ursprünglich in vier Regionen:
- Namib
- Naukluft
- Sesriem/Sossusvlei
- Sandwich Harbour

##### Namib
Die wenige lebensnotwendige Feuchtigkeit kommt vor allem durch Nebel vom Atlantik in die Wüste, die Niederschlagsmenge beträgt etwa 63 Millimeter (l/m²) pro Jahr, vor allem in den Monaten Februar bis April. Der bei Walvis Bay in den Atlantik mündende Kuiseb Rivier zieht eine scharfe Grenze zwischen der nördlichen grauen Schotterwüste und der südlich gelegenen orangen Sandwüste. Auf den Schotterebenen wächst die berühmte Welwitschie. Der ständige Süd-West-Wind, der auch den Nebel in die Wüste bringt, ist auch verantwortlich für die großen Sanddünen, deren dunkles Orange ein deutliches Zeichen für ihr Alter ist. Die Färbung resultiert aus der Oxidation der enthaltenen Eisenionen, welche zu Eisenoxid (Rost) werden. Diese Dünen sind die höchsten der Welt und sie können Höhen von 300 Metern über dem normalen Wüstenniveau erreichen. Die Dünen laufen an der Meeresküste aus und gehen dort ziemlich direkt in die Lagunen und das Marschland der Atlantikküste über, wo sich unzählige Vögel verschiedenster Arten tummeln.
Erleben kann man die Dünen vom einzigen Zugang in Sesriem aus, dem Hauptquartier des Parks. Von dort führt eine Straße nach Sossusvlei, wo der Tsauchab-Rivier in der Wüste endet. Zwischen dem Kuiseb Rivier und der Südgrenze an der Verbindungsstraße zwischen Lüderitz und Aus gibt es sonst keine Piste, die in das Schutzgebiet führt. Nur die Schotterebene zwischen Kuiseb und Swakop im Norden wird von wenigen Pisten durchzogen.
Alternativ stehen auch Flüge mit Kleinflugzeugen oder Heißluftballons zu Auswahl – von Swakopmund, Walvis Bay und Windhoek aus werden zahlreiche Flüge angeboten.

##### Naukluftberge
In den Naukluftbergen regnet es mit durchschnittlich 195 mm/Jahr (maximal 500 mm/Jahr) wesentlich mehr als in der Wüste, wodurch selbst in der Trockenzeit eine üppige Vegetation bewahrt wird. Das Gebirge aus porösem Dolomitgestein ist von tiefen Cañons geprägt und bildet ein ideales Wandergebiet. Ähnlich wie am Waterberg befindet sich auch hier eine wasserundurchlässige Schicht am Grund des Gebirges, was zu zahlreichen Quellen auf etwa gleicher Höhe führt.
Das Naukluftgebirge ist durch Wanderwege erschlossen und bietet neben zwei Tageswanderungen (Oliventrail und Waterkloof-Trail) mit dem 120 km langen Naukluft Hiking Trail den schwersten Wanderweg im südlichen Afrika.

#### Grenzverlauf
Die Grenze des Verwaltungsgebietes beginnt im Nordwesten an der Mündung des Kuiseb südlich von Walvis Bay und folgt dem Rivier ca. 30 km nach Osten. Danach verläuft sie entlang der Großen Randstufe und parallel zur Küste nach Norden zum Swakop Rivier und folgt diesem bis zum Khan-Rivier. Diesem folgt die Grenze ca. 15 km nach Nordosten, um anschließend im Osten den Swakop zu kreuzen und hinter dem Langen Heinrichberg nach Süden zu gehen. Damit wird auch das Gebiet mit dem Welwitschia-Drive und der Welwitschia-Vlakte eingeschlossen. Weiter nach Süden verläuft die Grenze über Kuiseb-Pass, Gaub-Pass und westlich von Solitaire durch den Rivier des Tsondab, der in der Namib endet. Danach geht die Grenze um die Nubib- und Naukluftberge herum nach Sesriem und über das Tsauchab-Rivier. Anschließend verläuft die Grenze über den Bushmann Hill (1609 m ü N.N) und den Chowagasberg (2063 m ü. N.N.) und bildet auch die westliche Grenze des Namib Rand Nature Reserve. Danach bewegt sich die Grenze leicht nach Osten um südlich der Tirasberge die breite Ebene des Koichab-Riviers nach Südwesten zu durchqueren und westlich von Aus parallel der Nationalstraße B4 Richtung Lüderitz zu folgen. Etwa 30 km vor Lüderitz geht die Grenze des Parks dann 75 km kerzengerade nach Norden, um anschließend ebenfalls kerzengerade nach Westen zum Atlantik zu verlaufen, da sich hier noch ein kleiner Teil des Diamantensperrgebietes befindet, dessen überwiegender Teil südlich der B4 zwischen Lüderitz und Aus liegt.

### Meob-Chamais
Das Gebiet zwischen Meob Bay und Chamais Bay (englisch Meob-Chamais Islands’ Marine Protected Area) an der Küste Namibias bildet seit 2. Juli 2009 das erste Meeres- und Inselschutzgebiet (englisch Islands’ Marine Protected Area) des Landes.
Das Gebiet erstreckt sich von Meob Bay nördlich der Küstenstadt Lüderitz über 400 km gen Süden bis Chamais Bay und 30 km in den Atlantischen Ozean hinein. Es schließt 10 Inseln und acht weitere Felsen ein. Es bedeckt ein Gebiet von fast 20.000 km².
Das Meeresschutzgebiet dient vor allem dem Schutz der einmaligen Natur, der Flora und Fauna mit mehr als 14 Seevogelarten, Brillenpinguine und der weltweit größten Kolonie von Küstenscharben (Kormorane, Phalacrocorax neglectus).
Eine Ausbreitung des Schutzgebietes entlang der gesamten namibischen Atlantikküste inklusive der geplanten Weltnaturerbe-Gebiete Sandwich Harbour und der Lagune von Walvis Bay ist geplant.

### Sperrgebiet
Das Sperrgebiet (ehemals Diamantensperrgebiet A) bezeichnet eine die Hafenstadt Lüderitz umschließende Region an der namibischen Westküste Afrikas, die sich vom Oranje bis zur Südgrenze des Namib-Naukluft-Nationalparks erstreckt. Das Diamantensperrgebiet hat eine Gesamtfläche von etwa 26.000 km², was in etwa der zehnfachen Fläche des Saarlandes bzw. der Fläche Israels und des Westjordanlandes zusammen entspricht. Es wird von der Nationalstraße B4 durchquert und schließt den Küstenabschnitt der Diamantenküste, die sogenannten Klinghardtberge im Landesinneren sowie die Ortschaft Rosh Pinah im Süden mit ein. Das Sperrgebiet wurde 2008 mit einer Fläche von 26.000 km² als Nationalpark proklamiert.
Im Diamantensperrgebiet fand der Gehilfe August Stauchs 1908 beim Bau der Lüderitz-Eisenbahnstrecke zufällig Diamanten. Es gründeten sich einige deutsche Diamantengesellschaften, die das Fundgebiet parzellierten und einem geordneten Diamantenabbau zuführten. In dieser Zeit entstanden solche skurrilen Siedlungen wie Kolmanskuppe oder Elisabethbucht, die heute nur noch als Geisterstädte zu bewundern sind. 1920 hielt man die Diamantenlager für erschöpft und veräußerte sie an Ernst Oppenheimer, den Gründer der sogenannten „Consolidated Diamond Mines of South West Africa“. Diese Gesellschaft, die später von der De-Beers-Gruppe übernommen wurde, perfektionierte die Diamantengewinnung und dehnte sie weit über das ursprüngliche Fundgebiet nach Norden und vor allem nach Süden aus. Zum Schutz vor einer unlizenzierten, unkontrollierten Diamantengewinnung wurde das gesamte Gebiet zum Sperrgebiet erklärt. Nur die Stadt Lüderitz und die zu ihr führende Straße wurden für den allgemeinen Verkehr freigegeben.
Die Diamantenförderung wurde zunehmend industrialisiert und durch Einsatz von Großgeräten perfektioniert, was zu einer großflächigen Veränderung, aber auch Zerstörungen der Wüstenlandschaft führte. Zugleich aber erhielten sich im Sperrgebiet einmalige Biotope von großem wissenschaftlichen Wert.
Nachdem sich die Diamantenförderung immer stärker in das Mündungsgebiet des Oranje verlagert hat, wurden die starken Zugangsbeschränkungen abgeschafft und das Gebiet zum Sperrgebiet Nationalpark proklamiert. Die von der De-Beers-Gruppe gegründete Minenstadt Oranjemund wird bereits kommunal verwaltet und ist der Allgemeinheit geöffnet.